# رومالد كامينسكي
رومالد كامينسكي (بالبولندية: Romuald Kamiński)‏ هو كاهن كاثوليكي بولندي، ولد في 7 فبراير 1955 في Janówka, Podlaskie Voivodeship ‏ في بولندا.